# Byrsonima subcordata
Byrsonima subcordata är en tvåhjärtbladig växtart som beskrevs av Franz Josef Niedenzu. Byrsonima subcordata ingår i släktet Byrsonima och familjen Malpighiaceae. Inga underarter finns listade i Catalogue of Life.